# 伊斯拉茲鄉
43°44′N 24°45′E / 43.733°N 24.750°E
伊斯拉茲鄉（羅馬尼亞語：Comuna Islaz, Teleorman），是羅馬尼亞的鄉份，位於該國南部，由特列奧爾曼縣負責管轄，面積96平方公里，海拔高度26米，2007年人口5,857，人口密度每平方公里61人。